# Miss Universo 2010
Miss Universo 2010, la 59.ª edición del concurso Miss Universo, se llevó a cabo en el Mandalay Bay Events Center en Las Vegas, (Estados Unidos) el 23 de agosto de 2010.
Representantes provenientes de ochenta y tres países y territorios compitieron por el título en esta edición del concurso. Al final del evento, Miss Universo 2009, Stefanía Fernández de Venezuela, coronó como su sucesora a Ximena Navarrete de México. Elegida por un jurado de nueve personas, la ganadora, de 22 años, se convirtió en la segunda representante de su país en obtener el título de Miss Universo, después de Lupita Jones (Miss Universo 1991).
El concurso fue presentado por Bret Michaels y Natalie Morales. John Legend, The Roots y Cirque du Soleil se encargaron del entretenimiento.

## Antecedentes

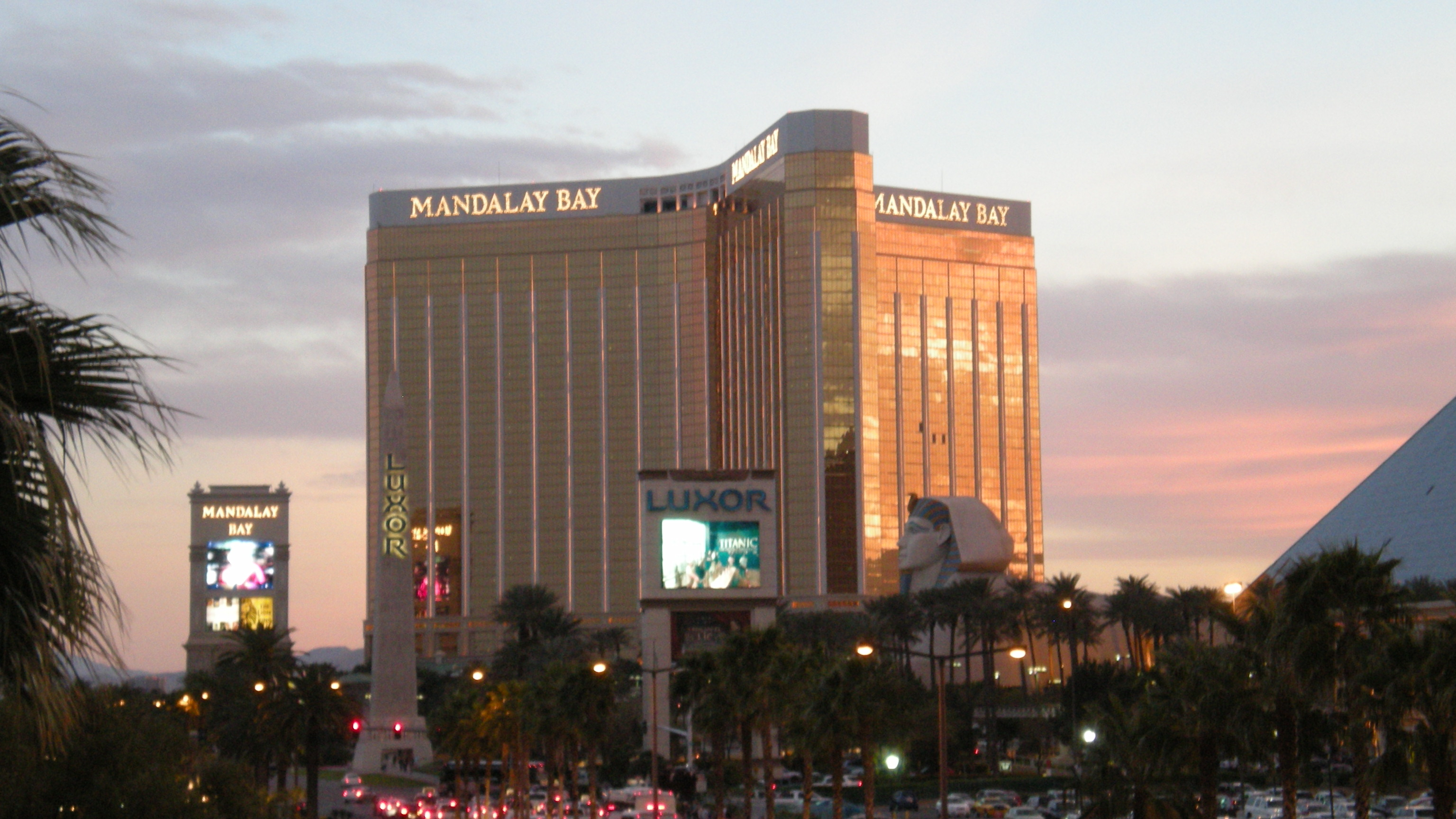
Mandalay Bay Events Center, recinto sede de Miss Universo 2010

### Sede y fecha
Varias ciudades de todo el mundo habían expresado interés en ser anfitrionas del concurso. Entre estas ciudades que se ofrecieron para ser anfitrionas del concurso está Zagreb (Croacia) que previamente había abandonado su oferta para albergar el concurso en 2009. El gobierno croata y los inversores locales renovaron su propuesta para el concurso, que tendría lugar en el Arena Zagreb. Sin embargo, el 20 de febrero de 2010, el director nacional de Miss Universo Croacia, Vladimir Krajelvic, anunció que el país retiró su oferta para ser anfitrión del concurso debido a los impactos en Croacia de la crisis financiera de 2007-2008.
El 31 de enero de 2010, la Organización Miss Universo estaba en conversaciones para organizar la edición 2010 del concurso en Santa Cruz de la Sierra (Bolivia) después de que la comisión de Miss Universo visitó Bolivia para evaluar si la ciudad es capaz de organizar el concurso. Sin embargo, durante la visita de la comisión en Bolivia, la ministra de Cultura Zulma Yugar admitió públicamente las dificultades para organizar el concurso según las demandas de la organización. Después de una reunión llevada a cabo en La Paz en marzo de 2010, Yugar anunció formalmente que Santa Cruz retiró su oferta para ser anfitriona del concurso, alegando que la organización «despreció la Constitución de Bolivia» y que las demandas de la organización son financieramente imposibles de alcanzar.
Después de que varias ciudades retiraron su oferta para ser anfitrionas del concurso, el 25 de mayo de 2010, la Organización Miss Universo confirmó que la competencia se llevaría a cabo en el Mandalay Bay Events Center en Las Vegas (Estados Unidos) el 23 de agosto de 2010.

### Selección de candidatas

#### Reemplazos
Jéssica Schell, la segunda finalista de Miss Guatemala 2010, fue designada para representar a Guatemala después de que Alejandra Barillas, Miss Guatemala 2010, sufriera una lesión en el pie. Barillas compitió en el concurso el año siguiente. Alexandra Cătălina Filip, Miss Universo Rumania 2010, fue reemplazada por su primera finalista, Oana Paveluc, ya que se negó a firmar el contrato con la Organización Miss Universo que le impedía representar a Rumania en un importante concurso de baile en Corea del Sur. Serenay Sarıkaya, Miss Turquía Universo 2010, fue reemplazada por Gizem Memiç, Miss Turquía 2010, ya que ella quería continuar su carrera como actriz.
Sandra Marinovič fue originalmente coronada como Miss Universo Eslovenia 2010. Sin embargo, Marinovič fue despojada de la corona después de tres días cuando la organización descubrió que hubo un error computacional al transcribir las puntuaciones de los jueces. La ganadora oficial fue Marika Savšek, quien previamente había quedado como segunda finalista.
Venus Raj fue coronada originalmente como Binibining Pilipinas Universo 2010. Sin embargo, debido a inconsistencias con su certificado de nacimiento, a Raj se le quitó el título. El título fue otorgado a Helen Nicolette Henson, la segunda finalista de Binibining Pilipinas 2010. Sin embargo, dos meses después de su destitución, Raj recuperó su título como Binibining Pilipinas Universo 2010 después de obtener un pasaporte filipino legal.

### Debuts, regresos y retiros
La edición 2010 vio los regresos de Botsuana, Dinamarca, Haití, las Islas Vírgenes Británicas, las Islas Vírgenes de los Estados Unidos, Kazajistán, Sri Lanka, Trinidad y Tobago. Haití compitió por última vez en 1989, lo que marcó la primera vez que el país compitió después de dos décadas de retiro. Las Islas Vírgenes Británicas compitieron por última vez en 2002, Botsuana compitió por última vez en 2004, las Islas Vírgenes de los Estados Unidos compitieron por última vez en 2007, mientras que las demás compitieron por última vez en 2008. Bulgaria, Estonia, Etiopía, Islandia, Islas Caimán, Montenegro, Namibia y Vietnam se retiraron del concurso. Nikolina Lončar, Miss Montenegro 2010, fue reemplazada por Marijana Pokrajac como representante de Montenegro debido a que era menor de edad. Sin embargo, Pokrajac se retiró por razones no reveladas. Lončar compitió en el concurso al año siguiente. Odile Gertze, Miss Namibia 2010, se retiró debido a que fue coronada solo una semana antes del inicio oficial del Miss Universo 2010. Phạm Thị Thanh Hằng de Vietnam se retiró debido a la falta de preparación. Bulgaria, Estonia, Etiopía, Islandia e Islas Caimán se retiraron de la competencia después de que sus respectivas organizaciones no lograron realizar un concurso nacional o designar a una candidata.

## Resultados

Países y territorios que enviaron candidatas y resultados para Miss Universo 2010

### Clasificación final
La ganadora, las finalistas, las semifinalistas y las cuartofinalistas son las siguientes candidatas:
| Posición                  | Candidata |
| ------------------------- | --- |
| Miss Universo 2010        | - México - Ximena Navarrete |
| Primera finalista         | - Jamaica - Yendi Phillips |
| Segunda finalista         | - Australia - Jesinta Campbell |
| Tercera finalista         | - Ucrania - Anna Poslavska |
| Cuarta finalista          | - Filipinas - Venus Raj |
| Top 10 (semifinalistas)   | - Albania - Angela Martini - Guatemala - Jessica Scheel - Irlanda - Rozanna Purcell - Puerto Rico - Mariana Vicente - Sudáfrica - Nicole Flint |
| Top 15 (cuartofinalistas) | - Bélgica - Cilou Annys - Colombia - Natalia Navarro - Francia - Malika Ménard - República Checa - Jitka Válková - Rusia - Irina Antonenko     |

#### Puntuaciones finales
| País/Territorio | Traje de baño | Traje de noche |
| --------------- | ------------- | -------------- |
| México          | 9.265 (2)     | 8.913 (1)      |
| Jamaica         | 9.426 (1)     | 8.884 (2)      |
| Australia       | 8.543 (5)     | 8.841 (3)      |
| Ucrania         | 8.333 (7)     | 8.743 (4)      |
| Filipinas       | 8.957 (3)     | 8.714 (5)      |
| Albania         | 8.229 (8)     | 8.693 (6)      |
| Irlanda         | 8.784 (4)     | 8.548 (7)      |
| Sudáfrica       | 8.229 (8)     | 8.420 (8)      |
| Guatemala       | 8.071 (10)    | 8.286 (9)      |
| Puerto Rico     | 8.443 (6)     | 7.971 (10)     |
| Rusia           | 7.843 (11)    |                |
| Colombia        | 7.643 (12)    |                |
| Francia         | 7.586 (13)    |                |
| Bélgica         | 7.571 (14)    |                |
| República Checa | 7.429 (15)    |                |

### Premios especiales
Los premios especiales fueron otorgados a las siguientes candidatas:
| Premio               | Candidata                            |
| -------------------- | ------------------------------------ |
| Miss Simpatía        | - Australia - Jesinta Campbell       |
| Mejor traje nacional | - Tailandia - Fonthip Watcharatrakul |
| Miss Fotogénica      | - Tailandia - Fonthip Watcharatrakul |

## El concurso

### Formato
Al igual que en 2007, se eligieron quince cuartofinalistas a través de la competencia preliminar, que estuvo compuesta por las competencias de traje de baño y traje de noche, y entrevistas a puerta cerrada. Las quince cuartofinalistas compitieron en la competencia de traje de baño y luego se redujeron a las diez semifinalistas. Las diez semifinalistas compitieron en la competencia de traje de noche y luego se redujeron a las cinco finalistas. Las cinco finalistas compitieron en la ronda de preguntas y respuestas y la última pasada (final look).

### Panel de jueces

#### Competencia preliminar
El panel de jueces de la competencia preliminar estuvo conformado por las siguientes siete personas:
- Basim Shami, presidente de Farouk Systems
- BJ Coleman, publicista, periodista y personalidad de televisión
- Carlos Bremer, director ejecutivo y director general de Value Grupo Financiero
- Corinne Nicolas, presidenta de Trump Model Management
- Louis Burgdorf, productor de talento para Joe Scarborough y Mika Brzezinski de MSNBC
- Natalie Rotman, presentadora de televisión y experta en moda
- Sadoux Kim, productora de televisión

#### Competencia final
El panel de jueces de la competencia final estuvo conformado por las siguientes nueve personas:
- Niki Taylor, modelo
- William Baldwin, actor, escritor y productor
- Chynna Phillips, cantante y actriz
- Evan Lysacek, patinador artístico sobre hielo con medalla de oro olímpica y finalista de Dancing with the Stars
- Tamron Hall, presentadora de televisión de MSNBC
- Chazz Palminteri, actor y escritor
- Jane Seymour, actriz y participante de Dancing with the Stars
- Criss Angel, ilusionista y músico
- Sheila E., cantante

## Candidatas
Ochenta y tres candidatas compitieron por el título.
| País/Territorio                      | Candidata              | Edad | Procedencia            |
| ------------------------------------ | ---------------------- | ---- | ---------------------- |
| Albania                              | Angela Martini         | 24   | Shkoder                |
| Alemania                             | Kristiana Rohder       | 26   | Múnich                 |
| Angola                               | Jurema Ferraz          | 25   | Namibe                 |
| Argentina                            | Yésica Di Vincenzo     | 22   | Mar del Plata          |
| Aruba                                | Priscilla Lee          | 22   | Oranjestad             |
| Australia                            | Jesinta Campbell       | 19   | Gold Coast             |
| Bahamas                              | Braneka Bassett        | 20   | Freeport               |
| Bélgica                              | Cilou Annys            | 19   | Brujas                 |
| Bolivia                              | Claudia Arce           | 19   | Sucre                  |
| Botsuana                             | Tirelo Ramasedi        | 21   | Gaborone               |
| Brasil                               | Débora Lyra            | 20   | Divinópolis            |
| Canadá                               | Elena Semikina         | 26   | Toronto                |
| China                                | Tang Wen               | 18   | Yichun                 |
| Chipre                               | Demetra Olymbiou       | 22   | Aradhippou             |
| Colombia                             | Natalia Navarro        | 23   | Barranquilla           |
| Corea del Sur                        | Joori Kim              | 22   | Seúl                   |
| Costa Rica                           | Marva Wright           | 25   | San José               |
| Croacia                              | Lana Obad              | 22   | Zagreb                 |
| Curazao                              | Safira de Wit          | 20   | Willemstad             |
| Dinamarca                            | Ena Sandra Causevic    | 20   | Sønderborg             |
| Ecuador                              | Lady Mina              | 24   | Guayaquil              |
| Egipto                               | Donia Hamed            | 22   | El Cairo               |
| El Salvador                          | Sonia Cruz             | 20   | San Salvador           |
| Eslovaquia                           | Anna Amenová           | 25   | Bratislava             |
| Eslovenia                            | Marika Savšek          | 24   | Šmartno pri Litiji     |
| España                               | Adriana Reverón        | 24   | Tenerife               |
| Estados Unidos                       | Rima Fakih             | 24   | Dearborn               |
| Filipinas                            | Venus Raj              | 22   | Bato                   |
| Finlandia                            | Viivi Pumpanen         | 22   | Vantaa                 |
| Francia                              | Malika Ménard          | 23   | Hérouville-Saint-Clair |
| Georgia                              | Nanuka Gogichaishvili  | 21   | Tiflis                 |
| Ghana                                | Awurama Simpson        | 22   | Sekondi-Takoradi       |
| Gran Bretaña                         | Tara Hoyos-Martínez    | 20   | Londres                |
| Grecia                               | Anna Prelević          | 20   | Atenas                 |
| Guam                                 | Vanessa Torres         | 25   | Dededo                 |
| Guatemala                            | Jessica Scheel         | 20   | Retalhuleu             |
| Guyana                               | Tamika Henry           | 22   | Georgetown             |
| Haití                                | Sarodj Bertin          | 24   | Puerto Príncipe        |
| Honduras                             | Kenia Martínez         | 26   | Tela                   |
| Hungría                              | Tímea Babinyecz        | 19   | Szeged                 |
| India                                | Ushoshi Sengupta       | 22   | Calcuta                |
| Indonesia                            | Qory Sandioriva        | 19   | Banda Aceh             |
| Irlanda                              | Rozanna Purcell        | 19   | Clonmel                |
| Islas Vírgenes Británicas            | Josefina Nunez         | 22   | Road Town              |
| Islas Vírgenes de los Estados Unidos | Janeisha John          | 22   | Santa Cruz             |
| Israel                               | Bat-el Jobi            | 22   | Afula                  |
| Italia                               | Jessica Cecchini       | 20   | Borgosesia             |
| Jamaica                              | Yendi Phillips         | 24   | Kingston               |
| Japón                                | Maiko Itai             | 26   | Ōita                   |
| Kazajistán                           | Asselina Kuchukova     | 27   | Almaty                 |
| Kosovo                               | Kështjella Pepshi      | 23   | Junik                  |
| Líbano                               | Rahaf Abdallah         | 22   | Khiam                  |
| Malasia                              | Nadine Ann Thomas      | 23   | Subang Jaya            |
| Mauricio                             | Dalysha Doorga         | 23   | Rivière du Rempart     |
| México                               | Ximena Navarrete       | 22   | Guadalajara            |
| Nueva Zelanda                        | Ria van Dyke           | 21   | Auckland               |
| Nicaragua                            | Scharllette Allen      | 18   | Bluefields             |
| Nigeria                              | Ngozi Odalonu          | 22   | Níger                  |
| Noruega                              | Melinda Elvenes        | 23   | Larvik                 |
| Países Bajos                         | Desirée van den Berg   | 23   | Santpoort              |
| Panamá                               | Anyolí Ábrego          | 22   | Santiago de Veraguas   |
| Paraguay                             | Yohana Benítez         | 23   | San Lorenzo            |
| Perú                                 | Giuliana Zevallos      | 22   | Lima                   |
| Polonia                              | Maria Nowakowska       | 23   | Legnica                |
| Puerto Rico                          | Mariana Vicente        | 21   | Río Grande             |
| República Checa                      | Jitka Válková          | 18   | Třebíč                 |
| República Dominicana                 | Eva Arias              | 25   | Moca                   |
| Rumania                              | Oana Paveluc           | 19   | Braşov                 |
| Rusia                                | Irina Antónenko        | 18   | Ekaterimburgo          |
| Serbia                               | Lidija Kocić           | 22   | Belgrado               |
| Singapur                             | Tania Lim              | 22   | Singapur               |
| Sri Lanka                            | Ishanka Madurasinghe   | 23   | Kegalle                |
| Sudáfrica                            | Nicole Flint           | 22   | Pretoria               |
| Suecia                               | Michaela Savić         | 19   | Helsingborg            |
| Suiza                                | Linda Fäh              | 22   | Benken                 |
| Tanzania                             | Hellen Dausen          | 23   | Arusha                 |
| Tailandia                            | Fonthip Watcharatrakul | 20   | Samut Prakan           |
| Trinidad y Tobago                    | LaToya Woods           | 25   | Couva                  |
| Turquía                              | Gizem Memiç            | 20   | Gaziantep              |
| Ucrania                              | Anna Poslavska         | 23   | Nueva Kajovka          |
| Uruguay                              | Stephany Ortega        | 20   | Montevideo             |
| Venezuela                            | Marelisa Gibson        | 21   | Caracas                |
| Zambia                               | Alice Musukwa          | 22   | Lusaka                 |